# 1-羟基辛烷-1,1-二膦酸
1-羟基辛烷-1,1-二膦酸是一种有机化合物，化学式为C8H20O7P2。它可由辛酸和亚磷酸在甲磺酸存在下反应，再与三氯化磷于90 °C加热制得；或由辛酸和六氧化四磷反应得到。它可以抑制酸性鞘磷脂水解酶（aSMase），其IC50为0.16±0.04 μM，而对神经鞘磷脂磷酸二酯酶（nSMase）的IC50为>100 μM。它对弓形虫的LD50为302 μM，治疗指数（TI）为21.88。